# 那霸港
26°12′37.8″N 127°40′11.6″E / 26.210500°N 127.669889°E
那霸港（日语：／ Naha-kō）是日本沖繩縣那霸市的一個港口，位於國場川的入海口。最初那霸港僅指那霸市的那霸埠頭，後來，那霸港成為那霸埠頭、泊埠頭（原泊港）、新港埠頭（原安謝港）的總稱。該港口由沖繩縣、那霸市、浦添市聯合組成的特別地方公共團體（一部事務組合）管理。
早在15世紀時期，那霸港是琉球國與亞洲諸國貿易的重要港口。琉球通過轉口貿易獲得巨額利潤，那霸港因此而極度繁榮。在第二尚氏王朝時期，那霸港與泊港（位於安里川河口）、安謝港（位於安謝川河口）並列為琉球的三大貿易港口。那霸士族因經商而獲得很高的社會地位，與首里士族、久米士族、泊士族並列為琉球的四大士族。
日本兼併琉球後，於1907年起對那霸港進行現代化改造。到了1941年，那霸港已經可以同時停泊一艘4500噸級、三艘2000噸級的大型船隻。但在1944年美軍的十十空襲中，那霸港、泊港和安謝港都被嚴重破壞，無法使用。
美國託管琉球之後，那霸港成為美軍的軍港。美軍對那霸港和泊港進行大規模改造，使之能夠容納更大的船隻。那霸港可容納20000噸級軍艦，而泊港則可容納3000噸級。1954年，美軍將那霸港歸還琉球政府，那霸港成為民用港口。但國場川南岸的住吉、垣花地區被美軍劃為軍事用地，稱為那霸軍港。
1969年，在安謝港原址開工建設港口，稱為那霸新港。1972年，沖繩返還後，那霸港與泊港、那霸新港三個埠頭合併，總稱為那霸港，並被日本的《港灣法》列為重要港灣。

## 外部連結
- 那霸港管理組合 （页面存档备份，存于）
- 那霸港湾・空港整備事務所 （页面存档备份，存于）
- 那覇国際コンテナターミナル株式会社 （页面存档备份，存于）